# 那の津通り
那の津通り（、ローマ字表記: Nanotsu Dōri）は福岡県福岡市博多区千鳥橋から福岡県福岡市中央区西公園下交差点までの福岡県道602号後野福岡線・市道千鳥橋唐人町線3.9kmに付けられた福岡市道路愛称。

## 概要
福岡都心を東西に結ぶ道路としては海岸に近く、博多埠頭・長浜地区に面する主要な施設を連絡するとともに、築港本町交差点で交差する大博通りで博多駅方面、対馬小路交差点で交差する県道602号線で天神方面へと連絡する環状道路でもある。この通りよりもさらに北側の福岡高速環状線のほぼ直下に、新千鳥橋・ぴあトピアトンネル・みなと大橋が連なっている。

## 周辺
- 福岡市民会館
- 須崎公園
- 福岡県立美術館
- 福岡競艇場
- 九州朝日放送
- 国際医療福祉大学福岡県天神キャンパス
- 親富孝通り
- 福岡市立舞鶴小中学校
- 福岡地方検察庁本庁

## 通過する自治体
- 福岡市（博多区 - 中央区）

## 主な接続路線
| 交差する道路 北←〈那の津通り〉→南 | 交差する道路 北←〈那の津通り〉→南 | 交差する場所 | 交差する場所 | 路線名             |
| --------------------------------- | --------------------------------- | ------------ | ------------ | ------------------ |
| 〈パピヨン通り〉 篠栗・吉塚方面   |                                   |              |              |                    |
| 国道3号                           | 国道3号                           | 千鳥橋       | 博多区       | 県道602号          |
| 〈大博通り〉 県道44号博多港線     | 〈大博通り〉 県道44号博多港線     | 築港本町     | 博多区       | 県道602号          |
| 〈ベイサイド通り〉                | 県道602号後野福岡線               | 対馬小路     | 博多区       | 県道602号          |
| 〈ベイサイド通り〉                | 県道602号後野福岡線               | 対馬小路     | 博多区       | 市道千鳥橋唐人町線 |
| 〈大正通り〉                      | 〈大正通り〉                      | 長浜         | 中央区       |                    |
| 県道556号谷荒戸線                 | 県道556号谷荒戸線                 | 西公園下     | 中央区       |                    |

## 名前の由来
昔『那の津』と呼ばれていた博多港を沿うように通ることから（1979年の福岡市制施行90周年を記念した道路愛称事業により制定）。